# Mpama (periodiskt vattendrag i Burundi, Kayanza)
Mpama är ett periodiskt vattendrag i Burundi.   Det ligger i provinsen Kayanza, i den nordvästra delen av landet, 60 kilometer norr om huvudstaden Bujumbura.
Omgivningarna runt Mpama är en mosaik av jordbruksmark och naturlig växtlighet. Runt Mpama är det tätbefolkat, med 735 invånare per kvadratkilometer.